# Ibn Juzayy
Ibn Juzayy al-Kalbi al-Gharnati (1321-1357) (en arabe : ابن جزي الكلبي الغرناطي) est un érudit, poète, historien, et juriste de l'Al-Andalus. Il est principalement connu comme l'écrivain à qui Ibn Battûta a dicté le récit de ses voyages. Il est également l'auteur de poèmes et d'ouvrages d'histoire, de droit et de philosophie. Il est mort à Fès en 1357, deux ans après la fin de la rédaction de la Rihla (« Voyages ») d'Ibn Battûta. À Grenade, il fut le secrétaire du souverain nasride Abu-l-Hajjâj Yusuf, et ensuite, à Fès, celui du Mérinide Abû 'Inân.
Ibn Juzayy était le fils de Abú-l-Qásim Muhammad Ibn Juzayy (le panégyriste de Abû-l-Hajjâj Yúsuf de Grenade) qui est mort dans la bataille de Rio Salado en 1340.